# Долгинка
Долгинка — посёлок в Новохопёрском районе Воронежской области России. Входит в состав Терновского сельского поселения.

## Население
| 2005 | 2010 |
| ---- | ---- |
| 131  | ↘90  |

## Уличная сеть
- ул. Мирная
- ул. Степная
- ул. Фермская
- пер. Фермский